# Toshiya Motozuka
Toshiya Motozuka (jap. 本塚 聖也, Motozuka Toshiya; * 20. Mai 1997 in Sapporo, Hokkaidō) ist ein japanischer Fußballspieler.

## Karriere
Toshiya Motozuka erlernte das Fußballspielen in der Jugendmannschaft des Erstligisten Hokkaido Consadole Sapporo sowie in der Universitätsmannschaft der Kanazawa Seiryo University. Von August 2019 bis Saisonende wurde er von der Universität an Zweigen Kanazawa ausgeliehen. Der Verein aus Kanazawa spielte in der zweiten japanischen Liga, der J2 League. Während seiner Ausleihe kam er nicht zum Einsatz. Nach der Ausleihe wurde er Anfang 2020 von Zweigen fest verpflichtet. Sein Zweitligadebüt gab er am 12. August 2020 im Auswärtsspiel gegen Giravanz Kitakyūshū. Hier wurde er in der 75. Minute für Kyōhei Sugiura eingewechselt.